# 南浦村
南浦村（みなみうらそん）は、かつて宮崎県東臼杵郡におかれていた町。1955年4月1日に延岡市へ編入された。

## 概要
現在の延岡市浦城町・熊野江町・島浦町・須美江町・安井町にあたる。

## 歴史
- 1889年5月1日 - 町村制施行により発足。
- 1955年4月1日 - 延岡市に編入。

## 村内の地名
- 浦尻(浦城町)
- 熊野江(熊野江町)
- 島野浦(島浦町)
- 須怒江(須美江町)
- 安井(安井町)

## 教育

### 中学校
- 南浦村立熊野江中学校（現・延岡市立南浦中学校）
- 南浦村立熊野江中学校浦尻分校[1]
- 南浦村立島野浦中学校

### 小学校
- 南浦村立浦尻小学校
- 南浦村立浦尻小学校安井分校[2]
- 南浦村立熊野江小学校
- 南浦村立島野浦小学校
- 南浦村立須美江小学校[3]